# گورستان اترنیتاتا
گورستان اترنیتاتا (رومانیایی: Cimitirul „Eternitatea” din Iași به معنی گورستان ابدیت) بزرگترین گورستان شهر یاش در کشور رومانی می‌باشد و در ۱ سپتامبر ۱۸۷۶ تأسیس شده‌است.

## مدفونان
- میکائیل چرکز
- واسیله کونتا
- آیون کرنگا
- کاراپت ایبرایلینو